# 聖鬥士星矢 眾神的激戰
「聖鬥士星矢 眾神的激戰」是於1988年3月12日上映的「聖鬥士星矢」系列的動畫電影第二部。

## 解說
跟前作「聖鬥士星矢 邪神艾莉絲」一樣在於「東映漫畫祭」裡上映的作品之一。同時上映的有「Lady Lady!!」、「仙魔大戰」、「假面騎士BLACK」。前作電影的製作班底加入，以及帶來當時電視動畫的大部分製作人員的山內重保擔任導演，劇本則是小山高生擔任。
本作中登場的「神鬥士（God Warrior）」，是基於「應該肯定作為‘聖鬥士星矢’題材的希臘神話以外的神話」的意見，而選取了北歐神話並創作的。並且也成為了之後的電視動畫系列·北歐篇中「神鬥士」設計的構想來源。世界觀和北歐篇是平行世界。
本作和下一作「真紅的少年傳說」，雖是完全原創的故事但卻與原作漫畫「聖鬥士星矢」的世界觀完全不衝突，所以受到粉絲們的好評。導演山內重保的執導功力受到認可，在之後的OVA「冥王哈迪斯十二宮篇」裡也被起用為導演。

## 故事簡介
冰河在西伯利亞冰原上救了被神秘士兵襲擊的赤鬚士兵後，從他口中打聽出眾神的激戰將在名為「阿斯格特」的地方開始，於是便前往北歐阿斯格特調查。追隨著冰河的紗織和星矢等人也前往阿斯格特，但斷絕了冰河的消息，而阿斯格特的多魯巴魯教主則企圖支配聖域。紗織更被多魯巴魯的魔爪封印入異次元。星矢等人前往拯救紗織的時候，面前被阿斯格特的戰士·神鬥士所阻擋。在神之國的壯絕激鬥隨之展開。

## 登場人物
星矢等主要角色請參閱「聖鬥士星矢角色列表」。
多魯巴爾（Dolbar）（聲：家弓家正／台灣：宋克軍）
- 必殺技：奧丁封印（Odin Shield）

北歐北極宮的教主，奧丁神的地上代理人。平時身穿法衣，戰鬥的時候身穿紫色的鎧甲。企圖以阿斯格特控制大地，將前來尋找冰河的雅典娜封印。自己也是個擁有匹敵黃金聖鬥士力量的戰士，他的拳能一擊將星矢和一輝的聖衣破壞掉，另外還有將冰河洗腦的魔拳以及擁有黃金聖鬥士以上的速度等壓倒性的實力。後來被穿上射手座黃金聖衣的星矢的天馬流星拳和黃金箭擊中，再被弗雷伊弄塌的奧丁像的劍貫穿而死去。名字由來是北歐神話的奧丁的兒子·巴德爾。

### 奧丁神鬥士（God Warrior）
洛基（Loki）（聲：水島裕／台灣：劉傑）
- 必殺技：襲撃群狼拳、奧丁神壓（Odin Tempest）

身穿綠色神鬥衣的神鬥士的領頭。身為最強的神鬥士受多魯巴魯的信任。擁有強大的攻擊性小宇宙。與星矢展開了互相角力的戰鬥，但最後其只為慾望而戰的小宇宙不敵為正義而戰的星矢的小宇宙，被天馬流星拳和天馬迴旋碎擊拳的連續技所打倒。名字由來是北歐神話的洛基。神鬥衣的設計在電視動畫中用在了阿魯比利希身上，而絕技則賦予給了芬尼路。
烏路（Ullr）（聲：村山明／台灣：魏伯勤）
- 武器：炎之劍（Flaming Sword）

身穿藍色的神鬥衣。神鬥士中劍法第一的高手，擁有能將瞬的星雲鎖鏈斬斷的火焰劍。在折磨瞬的時候，不經意被一輝的鳳翼天翔打中，在不知道發生何事的情況下被打倒。名字由來是北歐神話中的烏勒爾。神鬥衣的設計在電視動畫中用在了芬尼路身上，而炎之劍的設定則賦給了阿魯比利希。
倫格（Rung）（聲：玄田哲章／台灣：陳彥鈞）
- 武器：雷神之鎚（Mjollnir Hammer）

身穿藍色的神鬥衣，揮舞著兩把名為「雷神之鎚」的巨型回力鏢的巨漢。和他的體格相符，是神鬥士中擁有最大力氣的人。中了一輝的幻魔拳，瞄準一輝放出的雷神之鎚把自己的胸膛貫穿，之後卻站起來令崖邊崩塌，和一輝一起跌入谷底。名字由來是北歐神話中的赫朗格尼爾，雷神之鎚的由來是同在北歐神話的雷神托魯的鎚，這個鎚的設定後來在電視動畫中用在了托魯身上。
米德卡爾德（Midgard）（聲：橋本晃一／台灣：劉傑）
用面具遮住真面目的神鬥士。其真正身份正是從聖域來阿斯格特調查，被多魯巴魯的魔拳洗腦的冰河。後來在紫龍的廬山昇龍霸下回复了意識。米多格特本人在電影中沒有登場，在設定上則是被多魯巴魯幽禁了。本已完成了的米多格特的相貌設定後來賦予了電視動畫中的哈根，神鬥衣的設定則給了托魯。

### 其他人物
弗雷伊（Frey） (聲：難波圭一／台灣：陳彥鈞)
北極宮的司祭，弗莉亞的哥哥。希望奧丁繁榮和大地和平，因洛基對聖域敵視而向多魯巴魯進言，卻被多魯巴魯擊傷並囚禁。雖身負重傷，但依然盡力拯救被多魯巴魯封印的雅典娜。在多魯巴魯的拳下依然不被打倒，爬到奧丁像的頂端用劍刺穿奧丁像的頭部，以自己的性命為代價解放了雅典娜。名字由來是北歐神話的弗雷。
弗蕾亞（Freya） (聲：山野智子／台灣：魏晶琦)
弗雷伊的妹妹。和哥哥一起在北極宮仕奉奧丁。擁有強大的信念。名字由來是北歐神話的弗蕾亞。

## 製作人員
- 原作：車田正美
- 製作總指揮：今田智憲
- 企劃：籏野義文、森下孝三
- 製作擔當：武田寛、松下健吉
- 脚本：小山高生
- 音樂：横山菁兒
- 攝影導演：冲野雅英
- 美術導演：窪田忠雄
- 作画導演：荒木伸吾
- 導演：山内重保
- 協力：青二Production

## 主題歌
 （COLUMBIA RECORD）
作詞：龍真知子／作曲：松澤浩明、山田信夫／編曲：MAKE-UP／歌·演奏：MAKE-UP